# Motta Sant'Anastasia
Motta Sant'Anastasia là một đô thị ở tỉnh Catania trong vùng Sicilia, có khoảng cách khoảng 160 km về phía đông nam của Palermo và cách khoảng 9 km về phía tây của Catania. Tại thời điểm ngày 31 tháng 12 năm 2004, đô thị này có dân số 10.431 người và diện tích là 35,7 km².
Đô thị Motta Sant'Anastasia có các frazione (đơn vị cấp dưới) Piano Tavola and also Sigonella (with an air base).
Motta Sant'Anastasia giáp các đô thị: Belpasso, Camporotondo Etneo, Catania, Misterbianco.